# Liga Nacional de waterpolo 1971
La temporada  1971 fue la 6.ª edición de la Liga Nacional de waterpolo.
Participaron ocho clubes, seis de ellos catalanes, cuatro de Barcelona, y dos castellanos, ambos de Madrid. El Club Natació Barcelona se proclamó campeón tras ganar todos los partidos del campeonato.

## Sistema de competición
La competición se desarrolló con sistema de todos contra todos a doble vuelta. En cada partido se ponía en juego dos puntos, que obtenía el ganador del encuentro. En caso de empate los puntos se repartían, uno para cada equipo.
La liga tenía una única categoría, por lo que no hubo ascensos ni descensos.

## Clasificación
| Pos. | Equipo          | Pt | P.J. | P.G. | P.E. | P.P. | G.F. | C.C. |
| ---- | --------------- | -- | ---- | ---- | ---- | ---- | ---- | ---- |
| 1    | CN Barcelona    | 28 | 14   | 14   | 0    | 0    | 172  | 40   |
| 2    | CN Barceloneta  | 23 | 14   | 11   | 1    | 2    | 138  | 55   |
| 3    | CN Montjuïc     | 20 | 14   | 9    | 2    | 3    | 98   | 64   |
| 4    | CN Pueblo Nuevo | 16 | 14   | 8    | 0    | 6    | 90   | 73   |
| 5    | CN Tarrasa      | 12 | 14   | 5    | 2    | 7    | 84   | 104  |
| 6    | Canoe NC        | 6  | 14   | 3    | 0    | 11   | 56   | 106  |
| 7    | CN Sabadell     | 5  | 14   | 2    | 1    | 11   | 41   | 98   |
| 8    | CD Parque Móvil | 2  | 14   | 1    | 0    | 13   | 51   | 190  |

## Plantilla del campeón
Jugadores del CN Barcelona durante la temporada 1971:
| - Lluís Bestit - Joan Rubio - Agustí Codera | - Juan Jané - Gabriel Soler - Fermín Mas | - Santiago Zubicoa - Joan Escartín - Ignacio Sopesens | - Carlos Hernández - Guillem Llimós |